# جون إموري
جون إموري (بالإنجليزية: John Emory)‏ هو قسيس وصحفي أمريكي، ولد في 11 أبريل 1789 في مقاطعة آن آن في الولايات المتحدة، وتوفي في 1835.